# 方济各·蒙泰里西

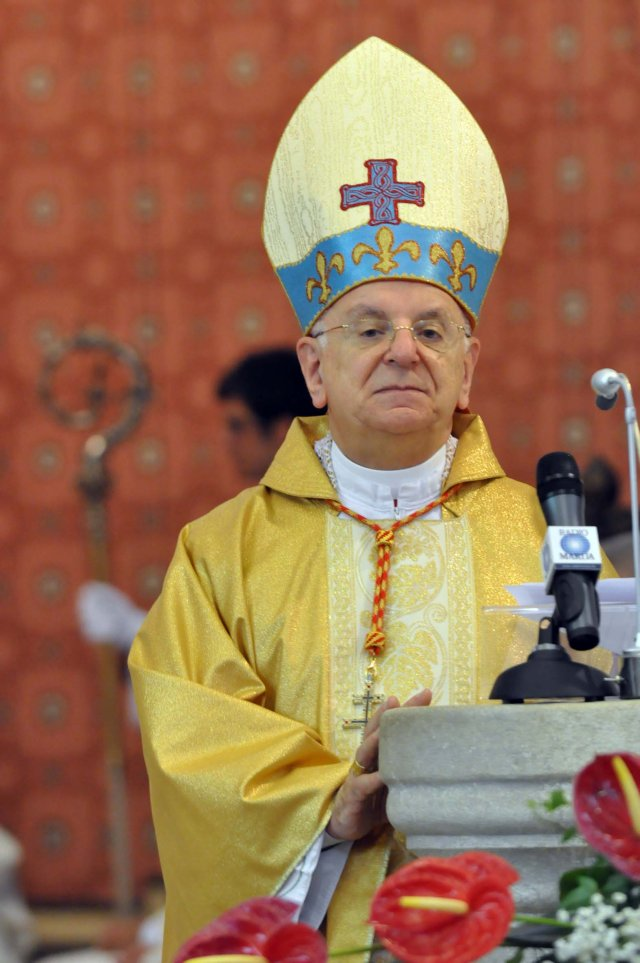
方济各·蒙泰里西枢机

方济各·蒙泰里西（義大利語：Francesco Monterisi，1934年5月28日—），天主教会枢机，意大利人，城外圣保禄大殿荣休总铎和教宗府榮休總監。
蒙泰里西出生于意大利巴列塔，于1957年3月16日晋铎，1983年1月6日晋牧。2009年7月3日起担任城外圣保禄大殿总铎。2010年11月20日被教宗本笃十六世册封为枢机。 2012年11月23日荣休。

## 牧徽

方济各·蒙泰里西枢机牧徽